# لین پی. هیوستون
پروفسور لین پی. هیوستون (به انگلیسی: Lane P. Hughston) (۲۴ دسامبر ۱۹۵۱ ‏(۷۳ سال)) یک ریاضیدان آمریکایی است. او در کورپس کریستی تگزاس در ایالات متحده آمریکا به دنیا آمد و در دالاس تگزاس بزرگ شد. وی مدرک دکترای ریاضی را از دانشگاه آکسفورد زیر نظر راجر پنروز دریافت نمود و سپس در کالج لینکلن آکسفورد به تدریس ریاضیات کاربردی مشغول شد. پس از آن او به عنوان مهندس مالی در مریل لینچ لندن، استاد ریاضیات مالی در کالج کینگز لندن و استاد مالیه ریاضیاتی در کالج سلطنتی لندن کار کرد. او آثاری در زمینه نسبیت عام، کیهان شناسی، نظریه توئیستر، مکانیک کوانتومی و جنبه‌های مختلفی از مالیه ریاضیاتی منتشر نموده است.

## آثار
- توئیسترها و ذرات (۱۹۷۹) اسپرینگر ورلاگ.
- مقدمه ای بر نسبیت عام (همراه با کی. پی. تاد، ۱۹۹۰) انتشارات دانشگاه کمبریج.
- واسیچک و فراتر: دیدگاههایی برای ساخت و به کارگیری مدلهای نرج بهره (۱۹۹۶) انتشارات ریسک.
- مدلهای نرخ بهره جدید(۲۰۰۰) انتشارات ریسک.